# Ротцо
Ротцо (італ. Rotzo, вен. Rotzo) — муніципалітет в Італії, у регіоні Венето, провінція Віченца.
Ротцо розташоване на відстані близько 450 км на північ від Рима, 90 км на північний захід від Венеції, 38 км на північ від Віченци.

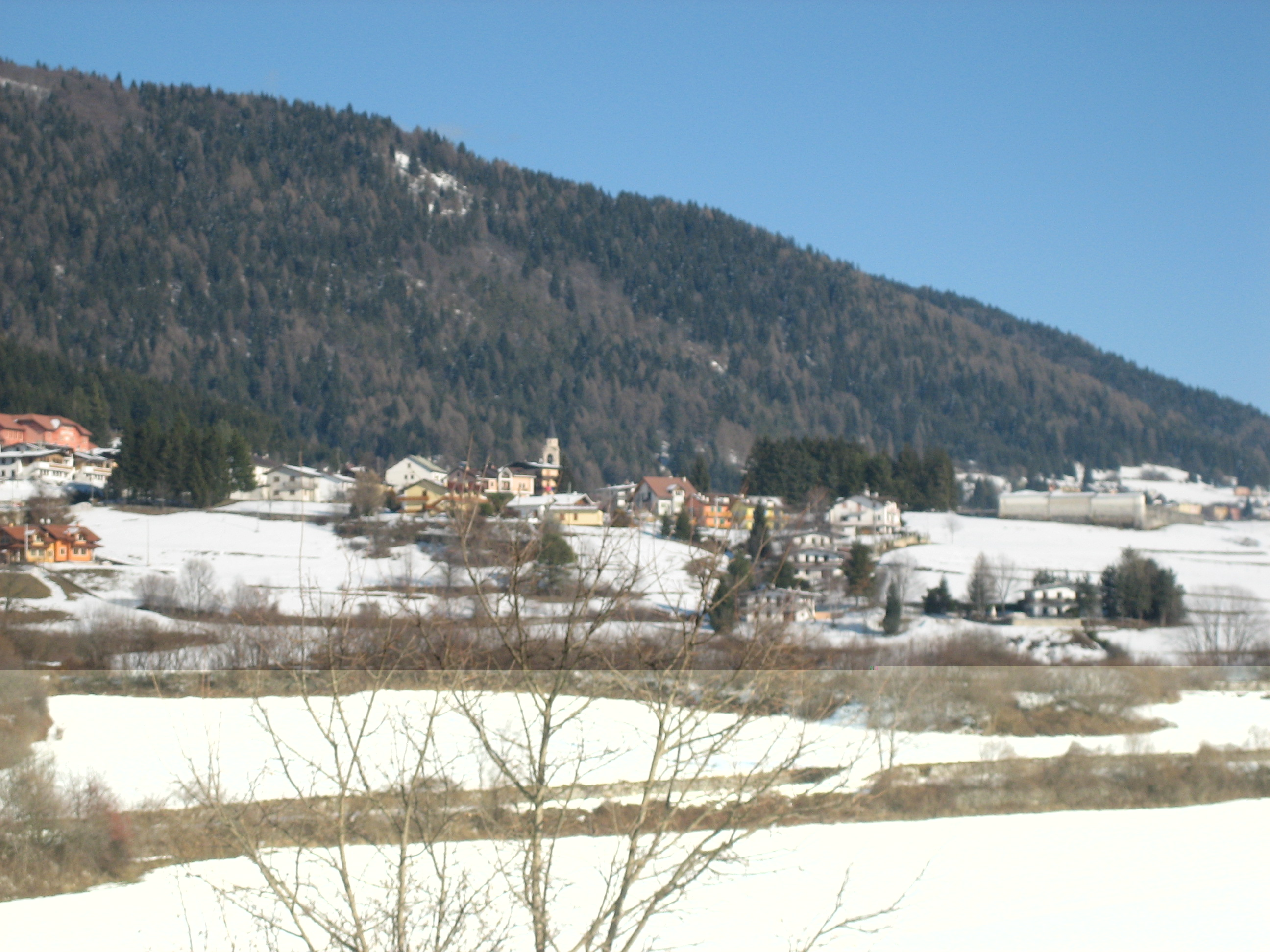
Ротцо

Населення — 658 осіб (2014).
Покровитель — Santa Gertrude.

## Демографія
Населення за роками:

Станом на 1 січня 2023 року в муніципалітеті офіційно проживали 3 іноземці з 2 країн, серед них 2 громадяни України.

## Сусідні муніципалітети
- Азіаго
- Роана
- Левіко-Терме
- Лузерна-
- Вальдастіко